# Sardarapat

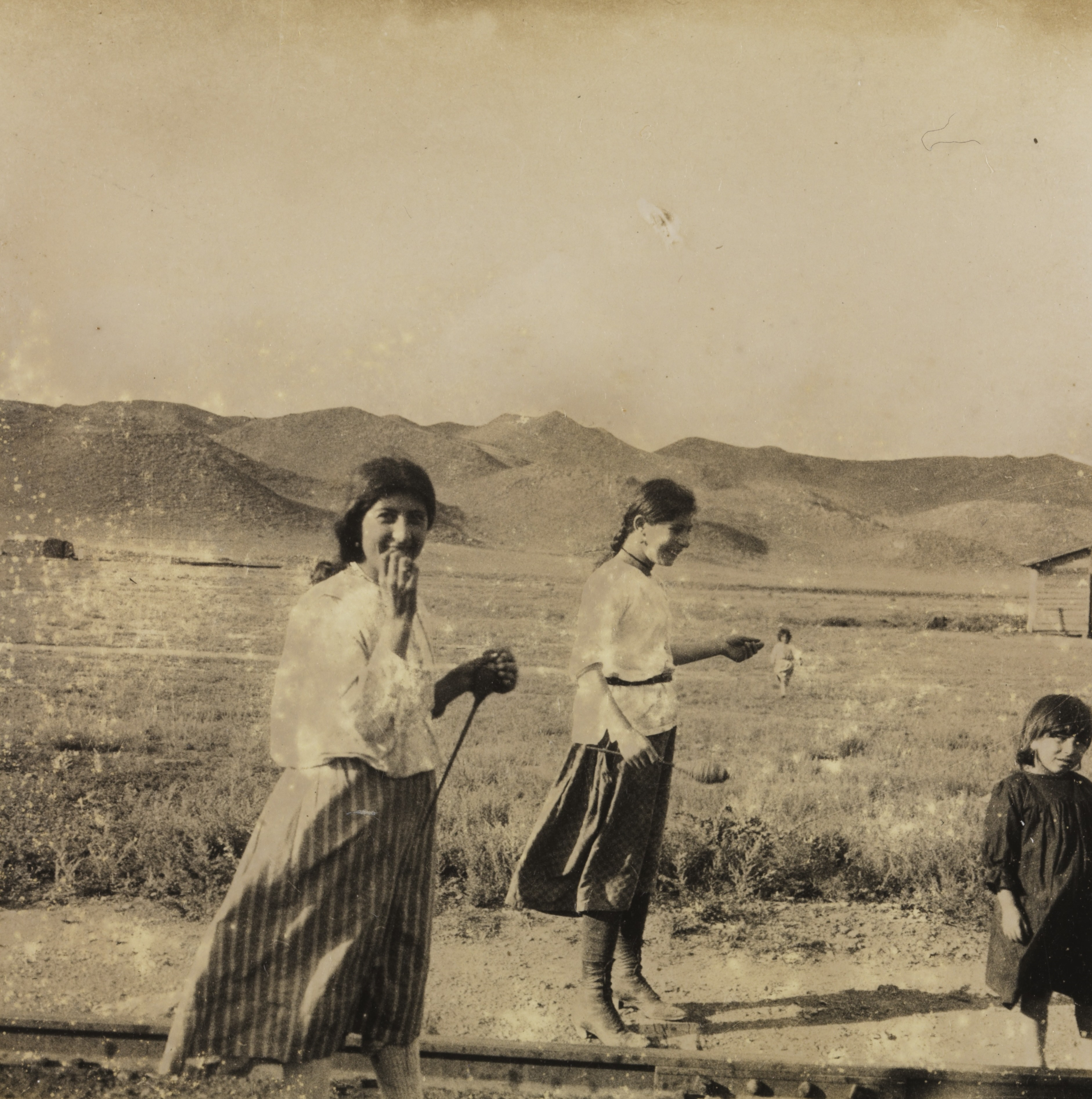
Młoda para Ormian z dzieckiem w pobliżu Sardarapat, 1925

Sardarapat – wieś w Armenii, w prowincji Armawir. W 2011 roku liczyła 5192 mieszkańców. W 1918 roku w mieście miała miejsce bitwa między Imperium Osmańskim a Ormianami.